# Cyathophorum latifolium
Cyathophorum latifolium là một loài Rêu trong họ Hookeriaceae. Loài này được (Müll. Hal.) Müll. Hal. mô tả khoa học đầu tiên năm 1899.